# Magyarkeszi
Magyarkeszi es un pueblo ubicado en el distrito de Tamási, en el condado de Tolna, Hungría.

## Superficie
Posee una superficie de 38,16 kilómetros cuadrados.

## Demografía
Hasta 2019 la población era de 1097 habitantes, con una densidad de población de 28,75 habitantes por kilómetro cuadrado.